# Karl Max Zedtwitz
Karl Max hrabě Zedtwitz, též Karel Maximilian Zedtwitz nebo Karel Max hrabě Zedtwitz (25. června 1844 České Budějovice – 25. března 1908 Praha), byl český šlechtic a politik, poslanec Českého zemského sněmu a Říšské rady, jeden z hlavních pořadatelů Jubilejní výstavy v roce 1891 a organizátor konzervativního agrárního hnutí.

## Životopis
Byl synem Franze Ferdinanda Zedtwitze (1812–1844) a jeho manželky Rosiny (1822–1892), rozené Gottlové. Jeho otec zemřel, když mu byly pouhé tři měsíce.
Pocházel z českoněmeckého šlechtického rodu Zedtwitzů, usedlého na Ašsku, kde Zedtwitzům patřil statek a panství Krugsreuth. Veřejně se angažoval. Byl členem okresní školní rady v Aši, později delegátem zemědělských sdružení v české zemské zemědělské radě a členem Zemského zemědělského výboru.
V roce 1891 se výraznou měrou (jako předseda výkonného výboru k přípravě) podílel na organizování Jubilejní zemské výstavy v Praze. Zapojil se i do politiky. Od roku 1878 byl poslancem Českého zemského sněmu. Mandát obhájil v zemských volbách roku 1895. Náležel do politické skupiny konzervativního velkostatku. Do rozdělení zemské zemědělské rady na dvě národnostní sekce byl jejím předsedou. Byl mu udělen Císařský rakouský řád Leopoldův. Opětovně se zemským poslancem stal i v volbách roku 1901 a volbách roku 1908.
V roce 1893 se stal i poslancem Říšské rady (celostátní zákonodárný sbor), kde zastupoval kurii velkostatkářskou. Nastoupil 28. října 1893 místo Bedřicha Karla Kinského. Mandát obhájil ve volbách roku 1897 a volbách roku 1901. Ve vídeňském parlamentu setrval do konce funkčního období sněmovny, tedy do roku 1907. Na zemském sněmu zastupoval Stranu ústavověrného velkostatku, na Říšské radě byl členem poslanecké frakce Hohenwartův klub sdružující konzervativní politické proudy. Byl ředitelem České zemské banky a prezidentem generálního ředitelství báňsko-chemické firmy Montan- und Industrialwerke v Dolním Rychnově u Falknova. Karl Max Zedtwitz se také snažil o organizování selského stavu v konzervativním duchu. Podílel se se utvoření organizace Selská jednota pro království České. Počátkem 20. století se uváděl jako předseda volného klubu Freie Vereinigung der Vertreter agrarischer Interessen sdružujícího 115 poslanců z řad Čechů, Poláků, Slovinců, Rusínů, konzervativní šlechty a několika klerikálů.
V roce 1869 se oženil s Berthou Rieger von Riegershofen (1850–1927). Z manželství vzešli synové Karel (1860–1921), Alexandr (1871–1940) a Franz Josef (1873–1954).
Zemřel v Praze 25. března 1908. Příčinou smrti byla srdeční vada. Byl pohřben v rodové hrobce v Kopaninách.